# Euophrys nearctica
Euophrys nearctica är en spindelart som beskrevs av Benjamin J. Kaston 1938. Euophrys nearctica ingår i släktet Euophrys och familjen hoppspindlar. Inga underarter finns listade i Catalogue of Life.